# Titularerzbistum Maximianopolis in Rhodope
Maximianopolis in Rhodope (ital.: Massimianopoli di Rodope) ist ein Titularerzbistum der römisch-katholischen Kirche. 
Es geht zurück auf einen untergegangenen Bischofssitz in Thrakien (Römische Provinz Rhodope), der dem Metropoliten von Traianopolis in Rhodope unterstand. 
| Titularbischöfe von Maximianopolis in Rhodope |                        |                                                              |                   |                 |
| Nr.                                           | Name                   | Amt                                                          | von               | bis             |
| 1                                             | Vicente Arbeláez Gómez | Koadjutorerzbischof von Santafé en Nueva Granada (Kolumbien) | 13. November 1859 | 6. Februar 1868 |
| 2                                             | Adam Hefter            | emeritierter Bischof von Gurk (Österreich)                   | 5. Dezember 1939  | 9. Januar 1970  |